# Eichenbach
Eichenbach ist eine Ortsgemeinde im Landkreis Ahrweiler in Rheinland-Pfalz. Sie gehört der Verbandsgemeinde Adenau an.

## Geographie

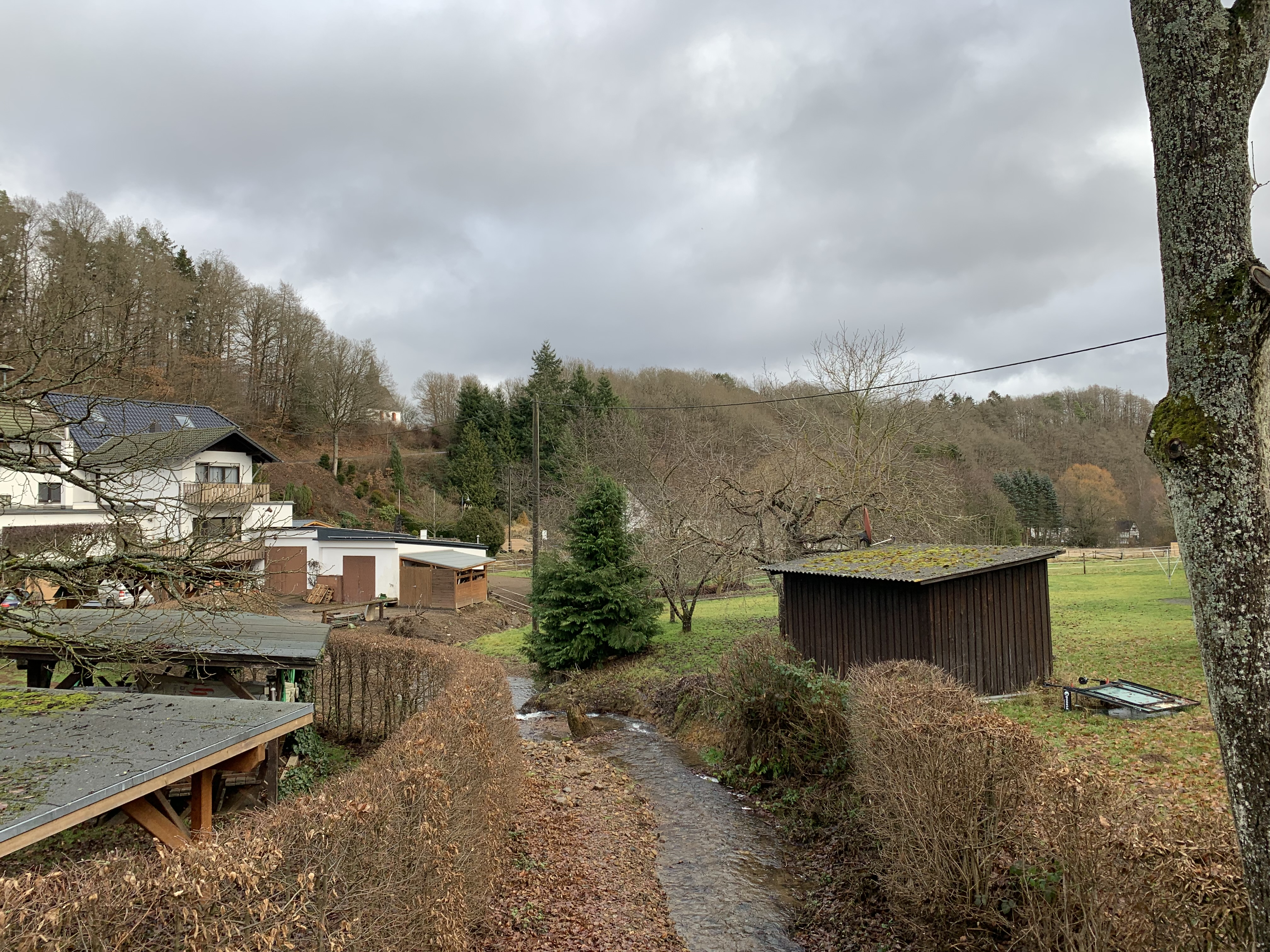
Eichenbach in Eichenbach

Der Ort liegt im zentralen Bereich der Eifel in einem Seitental der Ahr. Eichenbach wird von  einem ausgedehnten Waldgebiet umschlossen. Entwässert wird das Gebiet von den Bächen Eichenbach und Dreisbach.
Die Gemeinde gliedert sich in die Ortsteile Eichenbach und Frohnhofen. Letzterer liegt westlich des Hauptortes.

## Geschichte
Bis zum Ende des 18. Jahrhunderts gehörte Eichenbach zum Herzogtum Arenberg.
Im Jahr 1794 hatten französische Revolutionstruppen das Linke Rheinufer besetzt. Unter der französischen Verwaltung gehörte Eichenbach zum Kanton Adenau, der dem Rhein-Mosel-Departement zugeordnet war. Nach den auf dem Wiener Kongress geschlossenen Verträgen kam die Region, damit auch Eichenbach, 1815 zum Königreich Preußen. Eigenständig ist Eichenbach zusammen mit Fronhofen erst seit 1839, vorher gehörten die Weiler Eichenbach, Fronhofen und Ohlenhard zur Gemeinde Wershofen. Die Gemeinde Eichenbach gehörte zur Bürgermeisterei Aremberg im Kreis Adenau, der Teil des Regierungsbezirks Coblenz und der Rheinprovinz war. 1932 wurde der Kreis Adenau aufgelöst und die Gemeinde Eichenbach dem Kreis Ahrweiler zugeordnet. Seit 1946 gehört die Gemeinde zum Land Rheinland-Pfalz und seit 1970 der Verbandsgemeinde Adenau an.
Kulturdenkmäler
Bevölkerungsentwicklung
Die Entwicklung der Einwohnerzahl der Gemeinde Eichenbach, die Werte von 1871 bis 1987 beruhen auf Volkszählungen:
| Jahr | Einwohner |
| ---- | --------- |
| 1815 | 92        |
| 1835 | 93        |
| 1871 | 75        |
| 1905 | 66        |
| 1939 | 75        |
| 1950 | 80        |
| 1961 | 69        |

| Jahr | Einwohner |
| ---- | --------- |
| 1970 | 60        |
| 1987 | 53        |
| 1997 | 62        |
| 2005 | 67        |
| 2011 | 71        |
| 2017 | 72        |
| 2023 | 78        |

## Politik

### Gemeinderat
Der Gemeinderat in Eichenbach besteht aus sechs Ratsmitgliedern, die bei der Kommunalwahl am 9. Juni 2024 in einer Mehrheitswahl gewählt wurden, und dem ehrenamtlichen Ortsbürgermeister als Vorsitzendem.

### Bürgermeister
Daniel Neubusch wurde am 4. Juli 2024 Ortsbürgermeister von Eichenbach. Bei der Direktwahl am 9. Juni 2024 war er als einziger Bewerber mit einem Stimmenanteil von 74,0 % gewählt worden.
Neubuschs Vorgänger als Ortsbürgermeister war Heinz Stollenwerk.

## Kultur und Sehenswürdigkeiten

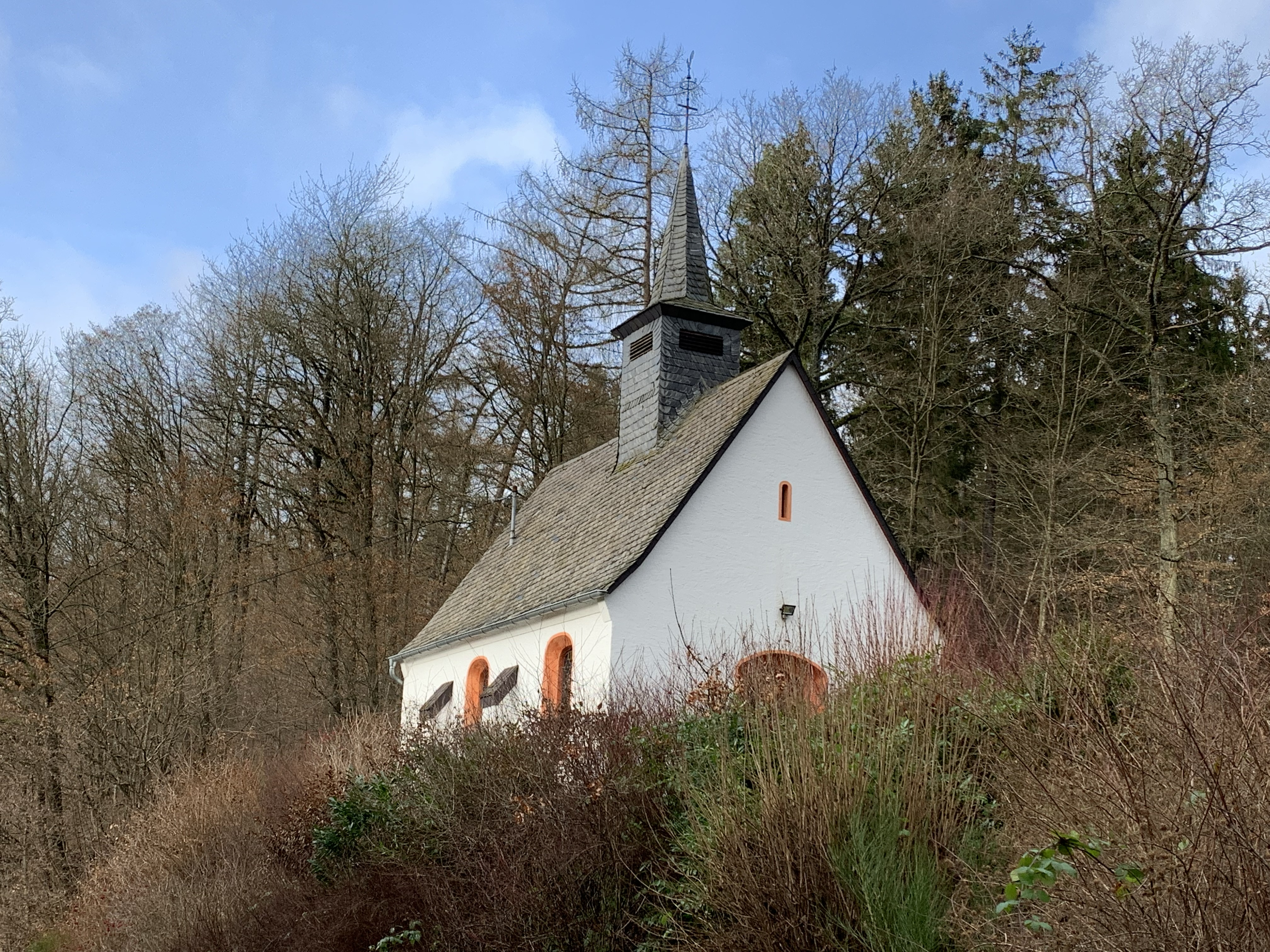
14-Nothelfer-Kapelle

- Oberhalb des Dorfzentrums steht eine kleine Kapelle, die den Vierzehn Nothelfern gewidmet ist. Die Grundsteinlegung fand am 27. Juli 1937 statt, die Fertigstellung im Jahr 1941. Im Jahr 1977 wurde das Bauwerk renoviert und erhielt im Jahr 2000 eine Nachtspeicherheizung. Im Innenraum befindet sich ein Relief eines Bildstocks aus dem Jahr 1626 sowie Holzfiguren mit den 14 Nothelfern.[9]